# 深大寺南町

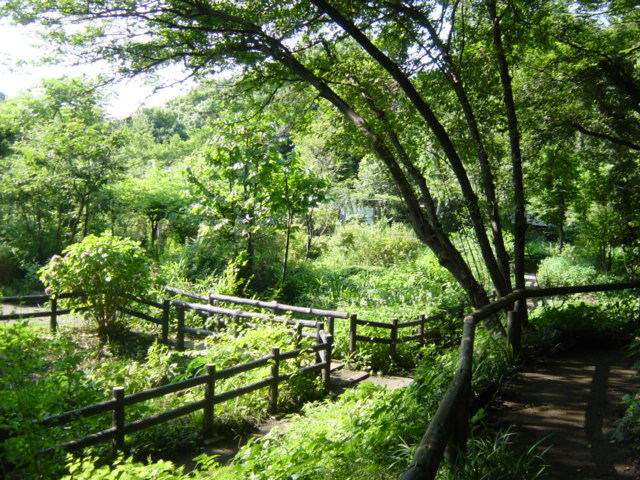
調布市立野草園（2006年8月）

深大寺南町（じんだいじみなみまち）は、東京都調布市の町名。

現行行政地名は、深大寺南町一丁目から深大寺南町五丁目。
郵便番号は182-0013。

## 地理
調布市の中央部に存在。

東から時計回りに、調布市柴崎、調布市佐須町、調布市深大寺元町、調布市深大寺東町、に隣接する。

### 河川

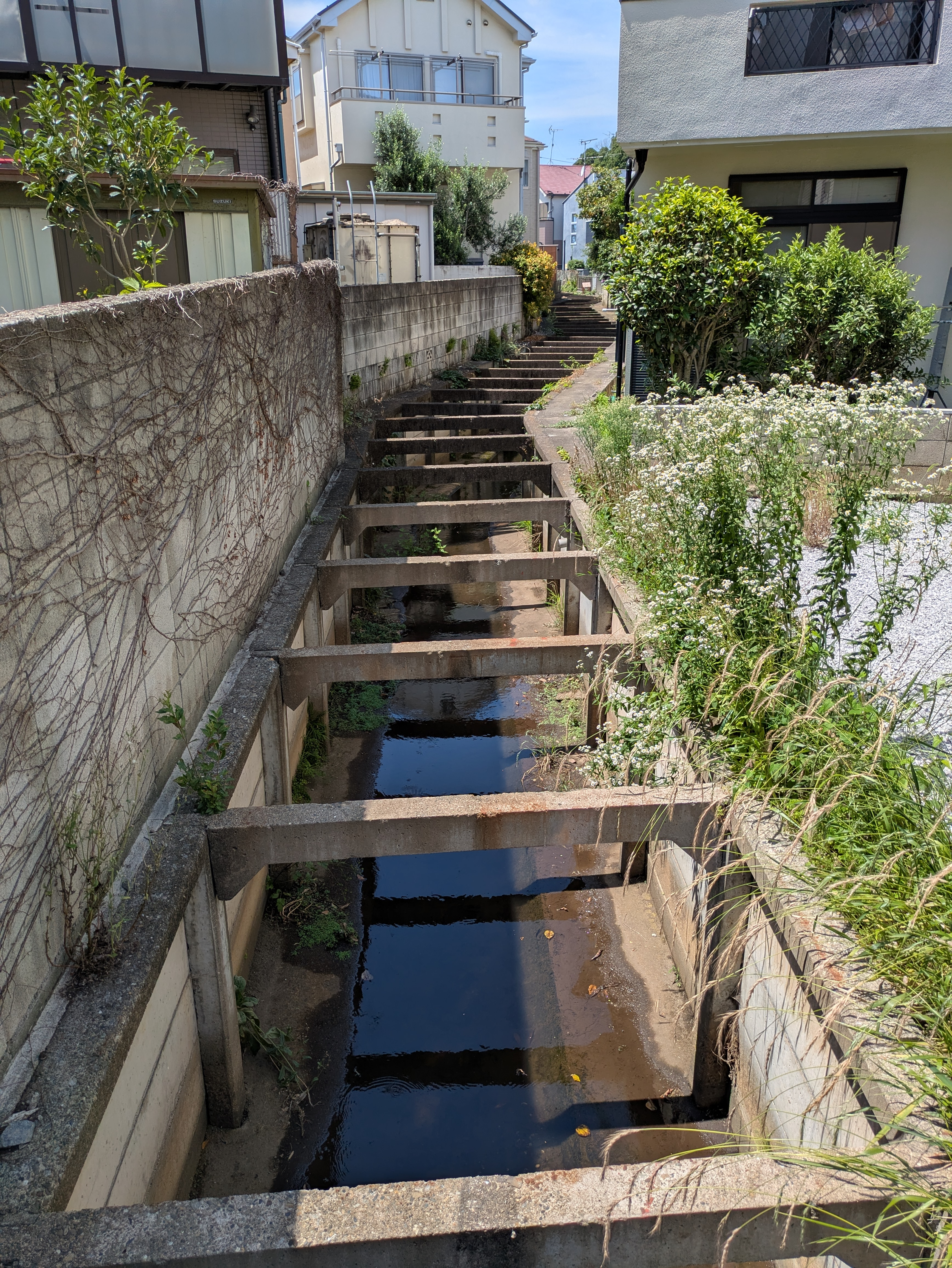
深大寺南町から佐津町にかけて流れる逆川1

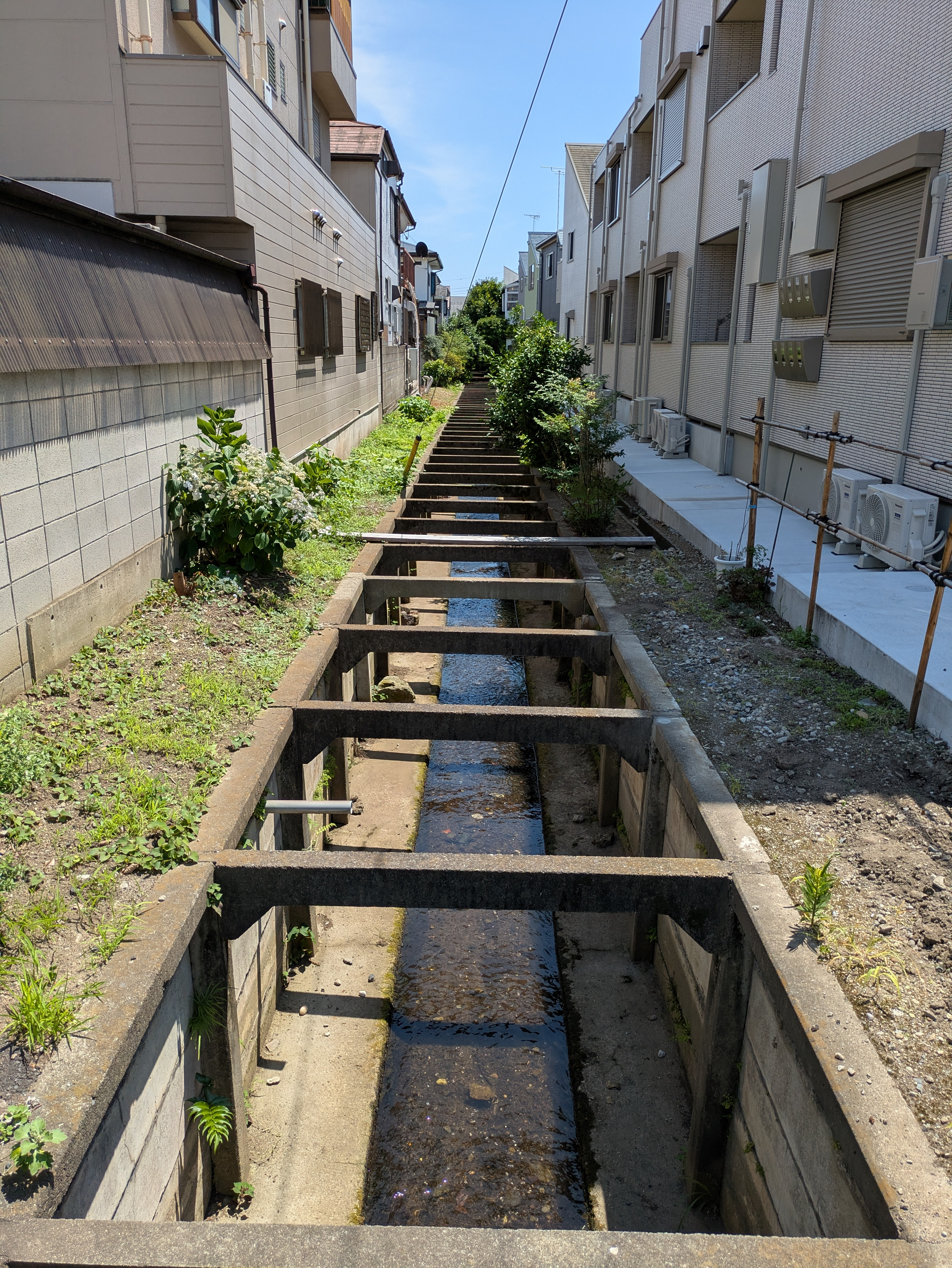
深大寺南町から佐津町にかけて流れる逆川2

- 逆川

## 交通
地域内を中央自動車道が通過しており、道路脇には深大寺バスストップ（中央道深大寺）が設置されている。一部の高速バスが停車する。また鉄道路線はなく、各駅には路線バスに乗って出る必要がある。

### 鉄道
鉄道空白地帯となる。町域内に鉄道駅はない。
| バス移動で利用可能な駅 |
| --- |
| 京王線 - つつじヶ丘駅(KO 14) - 布田駅(KO 17) - 調布駅(KO 18) JR中央線 JR中央・総武線各駅停車 - 三鷹駅(JC 12)(JB 01) JR中央線 JR中央・総武線各駅停車 京王井の頭線 - 吉祥寺駅(JC 11)(JB 02)(IN 17) |

### バス

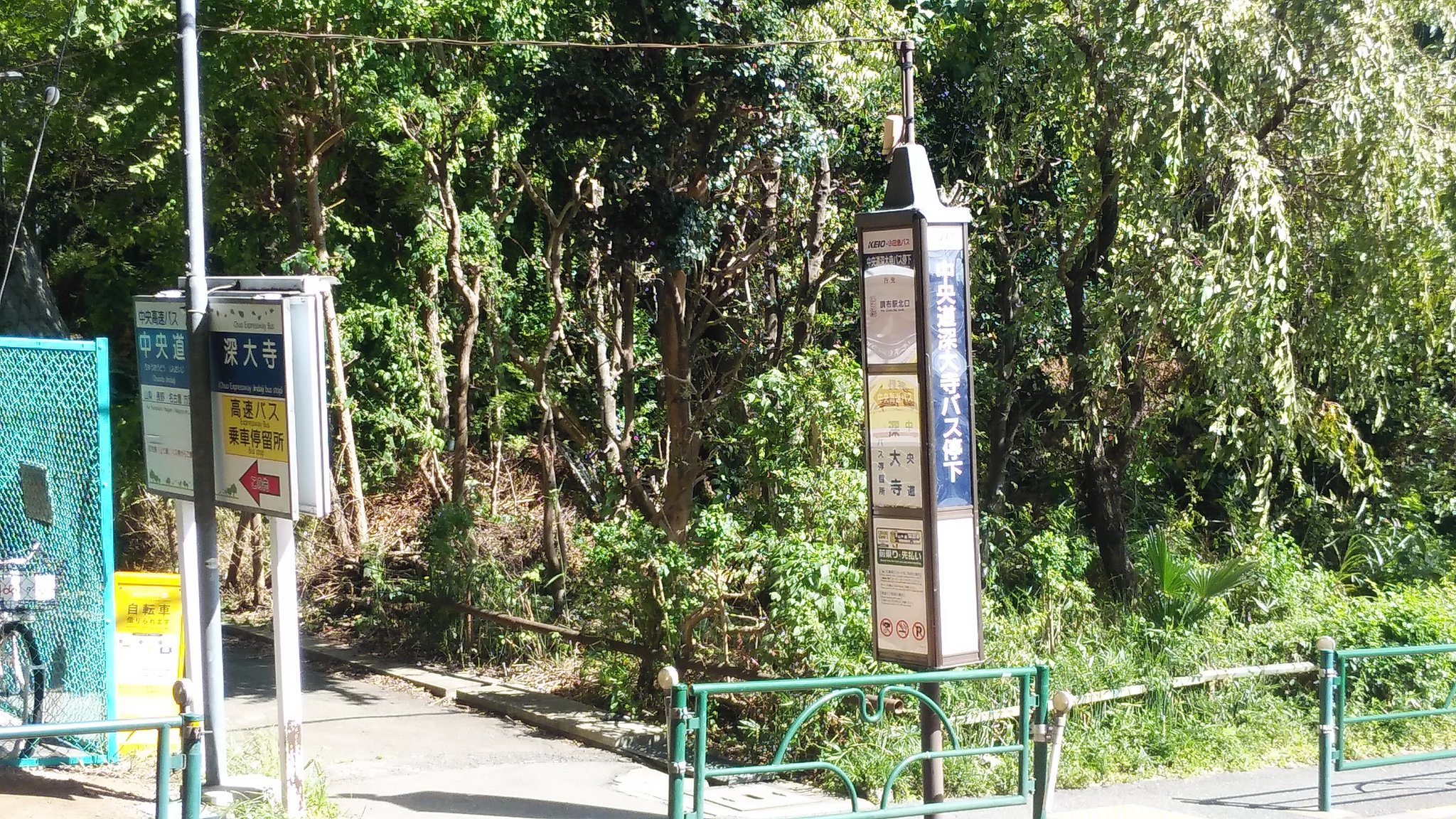
中央道深大寺バス停下停留所

- 京王電鉄バス調布営業所
- 小田急バス武蔵境営業所

…が周辺の路線を運行している。
- 調布市ミニバス北路線
- 深大寺バスストップ

### 道路

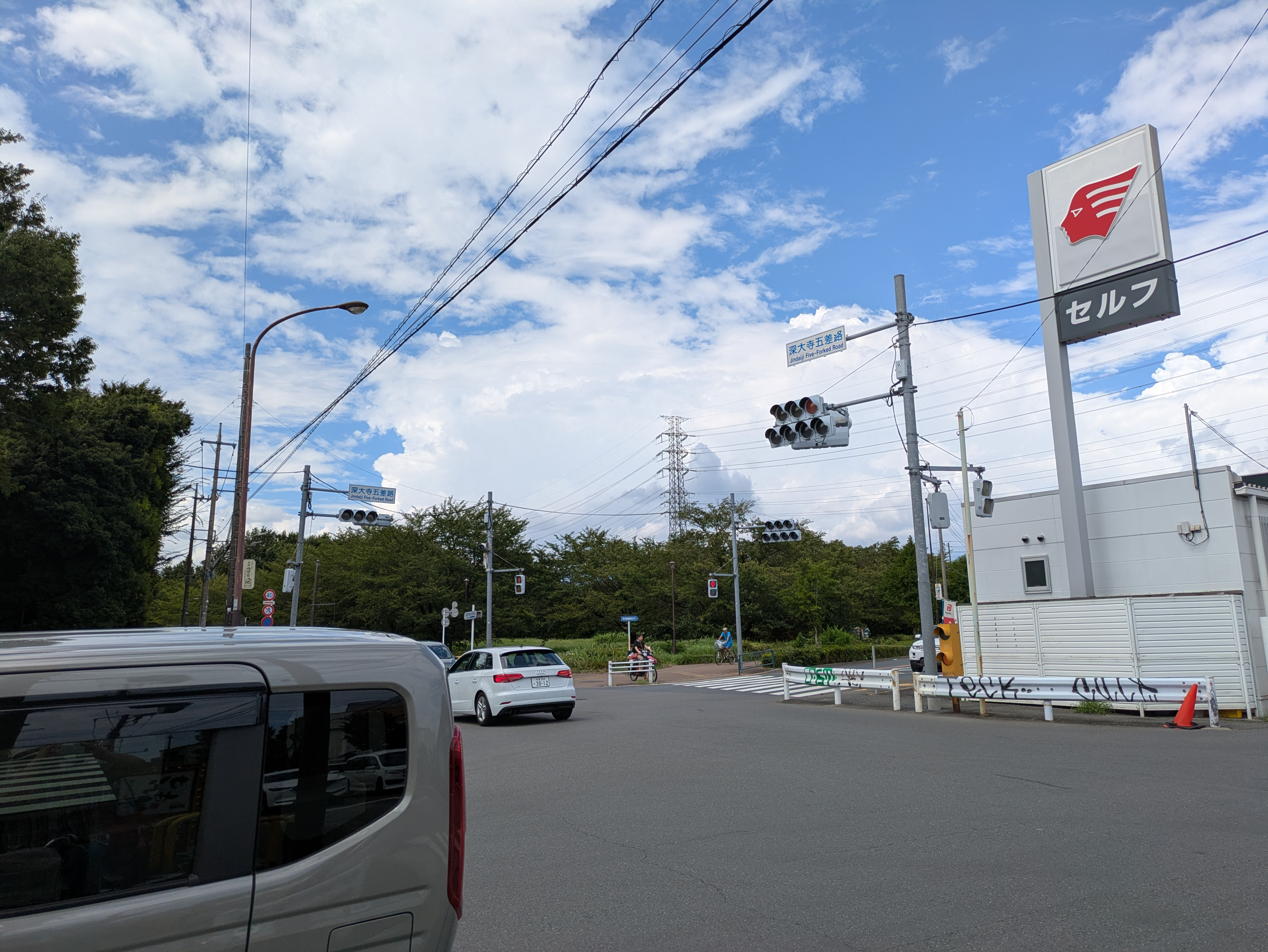
調布市 深大寺五差路（2025年8月）

- 中央自動車道
- 東京都道121号武蔵野調布線（三鷹通り）
- 佐須街道
- 神代植物公園通り
- 原山通り

## 施設
- 調布市立柏野小学校 - 校名は旧地名の柏野（かしわの）に由来。調布市ミニバスの停留所「柏野小学校」がある。
- 調布市立野草園（深大寺自然広場内）[5]

## 出来事
- 中央自動車道切り通し爆破事件（1989年2月24日） - 大喪の礼の葬列への妨害を目的として、中央高速の当地の切り通しを爆破し、土砂で下り線を塞いだ事件。